# Équipe cycliste Manuela Fundacion
L'équipe cycliste Manuela Fundación est une équipe cycliste espagnole, ayant le statut d'équipe continentale depuis 2022.

## Manuela Fundación en 2022[1]
| Cycliste                | Date de naissance | Nationalité | Équipe 2021                 |  |
| ----------------------- | ----------------- | ----------- | --------------------------- |  |
| Joan Martí Bennassar    | 30 mai 1999       | Espagne     | Kometa U23                  |  |
| Isaac Cantón            | 13 juin 1996      | Espagne     | Burgos-BH                   |  |
| Francisco José Casaus   | 28 mai 1995       | Espagne     | Manuela Fundación           |  |
| Franklin Chacón         | 16 juillet 1998   | Venezuela   | Manuela Fundación           |  |
| Vicente Hernaiz         | 28 novembre 1998  | Espagne     | Kometa U23                  |  |
| Daniel Jiménez          | 26 mars 2002      | Espagne     | Super Froiz                 |  |
| Erik Martorell          | 26 juin 1998      | Espagne     | MP Group                    |  |
| Santiago Mesa           | 11 novembre 1997  | Colombie    | Grupo Eulen                 |  |
| Sebastián Mora          | 19 février 1988   | Espagne     | Movistar                    |  |
| Eduardo Pérez-Landaluce | 1er mai 1998      | Espagne     | Kometa U23                  |  |
| Raúl Rota               | 18 novembre 1999  | Espagne     | Lizarte                     |  |
| Miquel Valls            | 31 janvier 2000   | Espagne     | Telco'm-On Clima-Osés Const |  |